# معهد بلجيكا للعلوم الفضائية والطيرانية
معهد بليكا للعلوم الفضائية والطيرانية (بالألمانية: Belgisch Instituut voor Ruimte-Aëronomie - BIRA) (بالفرنسية: Institut d'Aéronomie Spatiale de Belgique - IASB)‏ هو معهد بلجيكي علمي، يوفر الخدمة العامة ويمثل الأبحاث في ميداني الفيزياء الفضائية ومجال الطيران. المعهد يوفر لبلجيكا الممر للدخول إلى المعرفة المتقدمة في مجال البحوث الفضائية.